# Laura Schlessinger
Laura Schlessinger, ph.d. i fysiologi, (født 16. januar 1947), er en populær og kontroversiel amerikansk radio-talk-showvært på programmet Dr. Laura, hvor lytterne kan ringe ind.
Schlessinger har karakteriseret sit show som et program om moralsk sundhed (moral health program) snarere end som et rådgivningsprogram (advice program).
Hendes svar til lytterne er som regel præget af en oprigtighed, som nogle finder hård og andre forfriskende. Hun kommer hurtigt ind til lytterens problemer i stedet for at lade dem tale i lang tid. Showet har været det andetmest populære amerikanske show, og er nu det tredjemest populære.
Schlessinger er en åben kritiker af sex uden for ægteskab, arbejdende mødre, tidlige ægteskaber, abort, nemme skilsmisser og homoseksuelles rettigheder. Hendes radioprogram indeholder ofte korte monologer om disse og andre sociale og politiske emner. Et Dr. Laura tv-program blev ikke en succes og blev hurtigt taget af.